# Абакавир/Ламивудин/Зидовудин
Абакавир/Ламивудин/Зидовудин, продаваемый под торговой маркой Trizivir, представляет собой комбинированный антиретровирусный препарат с фиксированной дозой для лечения ВИЧ/СПИДа.
Лекарство содержит три ингибитора обратной транскриптазы, запатентованные фармацевтической компанией GlaxoSmithKline и поставляется совместно с Pfizer их дочерней компанией ViiV Healthcare:
- Абакавир (ABC)
- Ламивудин (3TC)
- Зидовудин (AZT или ZDV).

Комбинация очень полезна для беременных женщин, чтобы снизить риск передачи инфекции от матери ребенку. Препарат одобрен для использования в США и Европейском Союзе в ноябре 2000 года. В декабре 2013 года фармацевтическая компания Lupine Limited выпустила генерическую версию Абакавира/Ламивудина/Зидовудина.
Все три компонента являются ингибиторами обратной транскриптазы и помогают отсрочить развитие резистентности ВИЧ в результате мутации вируса эффективнее, чем каждый компонент в отдельности.

## Побочные эффекты
Наиболее частые побочные эффекты: тошнота, рвота, диарея, переутомление, Парестезия и головная боль. Как и в случае со многими лекарствами, нацеленными на обратную транскриптазу, может возникнуть синдром перераспределения жировых отложений, в результате чего жировые отложения сосредоточатся в верхней части спины, шеи, груди и туловища и, возможно, уменьшатся вокруг ног, рук и лица. Воспалительный синдром восстановления иммунитета может возникнуть, когда иммунная система сначала улучшается, а затем ухудшается по мере того, как ранее игнорированная инфекция становится активной. Другие серьезные побочные эффекты включают:
- Повышенный риск сердечного приступа
- Лактатацидоз
- Тяжелая гепатомегалия
- Липоатрофия
- Нейтропения
- Анемия
- Реакции гиперчувствительности
  - Включает печёночную недостаточность, почечную недостаточность, анафилаксию, гипотензию и смерть.